# Jahmesz Pennehbet
Jahmesz Pennehbet ókori egyiptomi katona és hivatalnok a XVIII. dinasztia idején. Sírjába felírt életrajza, bár kevésbé részletes, mint Jahmesz, Abana fiáé, fontos dokumentum I. Jahmesz, I. Amenhotep, I. Thotmesz, II. Thotmesz, Hatsepszut és III. Thotmesz uralkodásának idejéből.
Nehebből (ma: El-Kab) származott, akárcsak kortársa, Jahmesz, Abana fia. Apját Amenhotepnek hívták. Jahmesz beszámol róla, hogy hadjáratokban vett részt Núbiában és Kánaánban I. Jahmesz, I. Amenhotep és II. Thotmesz uralkodása alatt, számos alkalommal kitüntették. Élete vége felé Hatsepszut lányának, Nofrurénak a nevelője volt.
Testvérével, Haemuaszettel közös sírt épített. Felesége, Ipu talán azonos Ipu királyi dajkával, akinek lánya, Szatiah III. Thotmesz felesége lett.
Jahmesz címei: Örökös herceg, nemesember, a királyi pecsét őre, főkincstárnok, királyi hírvivő.

## Külső hivatkozások
- Jahmesz Pennehbet életrajza (angol)